# Wolf Dietrich von Ems zu Hohenems

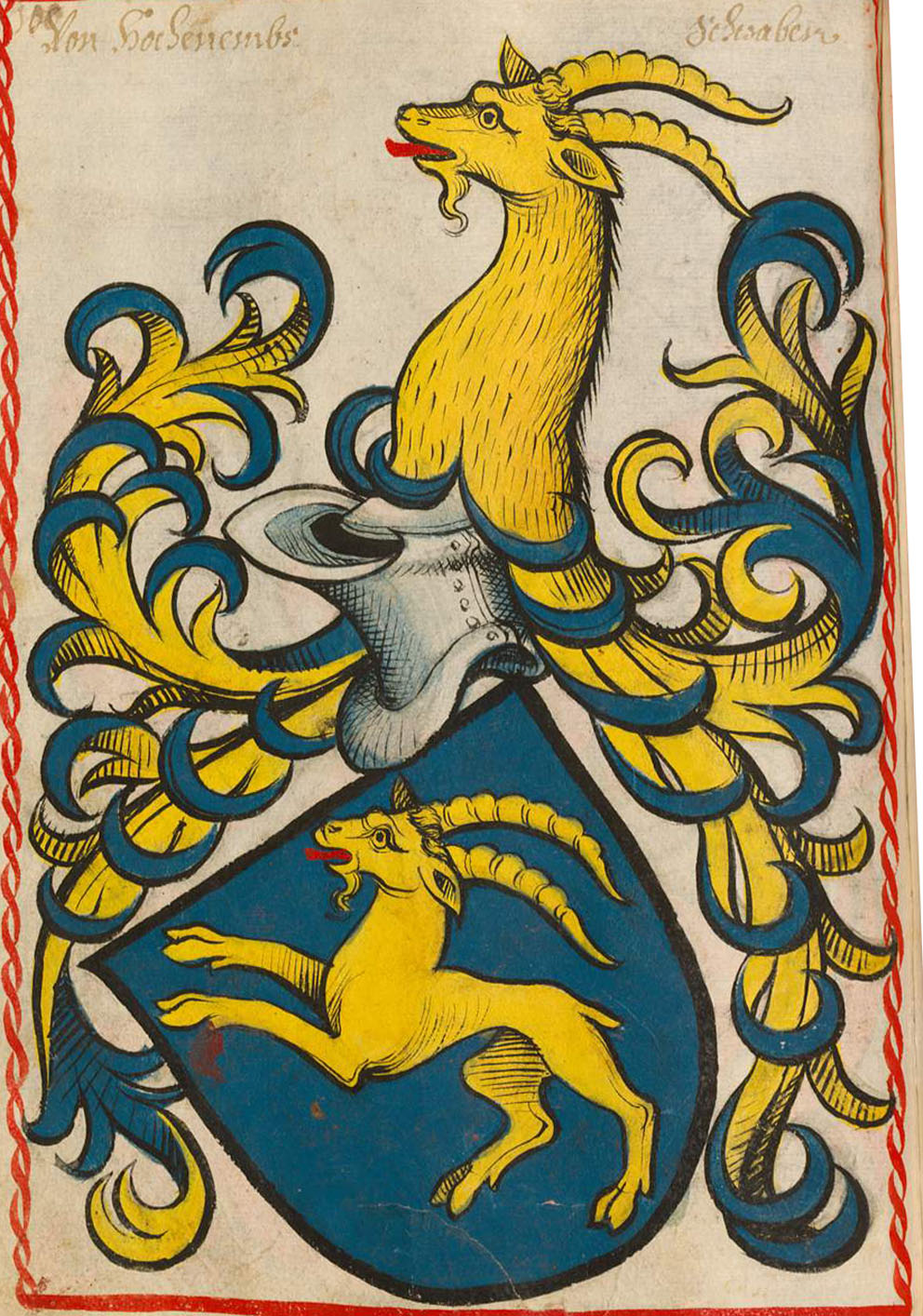
Stemma dei signori di Ems dal 1450.

Wolf Dietrich von Ems (Hohenems, 1507 – 1538) è stato un nobile austriaco.

## Biografia
Fu figlio di Merk Sittich, famoso reclutatore, condottiero e comandante di lanzichenecchi tra la fine del XV e i primi decenni del XVI secolo; apparteneva a una famiglia dell'Austria meridionale, i Von Ems zu Hohenems, "specializzata" in quella attività, e di Helena von Freirberg.
Generale di stanza a Milano al servizio di Carlo V, nel 1529 sposò Clara Medici, sorella di Gian Giacomo, castellano di Musso, sul Lago di Como. Era un matrimonio dettato da ragioni politiche: Gian Giacomo Medici voleva estendere la sua signoria su territori appartenenti alle Tre Leghe, associate alla Svizzera ed era quindi interessato all'aiuto militare e diplomatico del potente padre del cognato, comandante lanzichenecco. A sua volta Mek Sittich poteva così assicurare il marchese di Musso al partito imperiale.
Dal matrimonio, che tutti dissero felice, nacquero tre figli maschi che raggiunsero grandi mete, alcuni nella carriera militare, altri in quella ecclesiastica:
- Jacob Hannibal (1530-1587)
- Markus Sitticus, che poi italianizzò il nome in Marco Sittico Altemps (1533-1595)
- Gabriel.

Dopo la morte di Wolf Dietrich il fratello di Clara e Gian Giacomo, Giovanni Angelo Medici di Marignano, divenne cardinale nel 1549 e, nel 1559 papa col nome di Pio IV.